# Castellers de la Sagrada Família
Els Castellers de la Sagrada Família són una colla castellera fundada l'any 2002 al barri de la Sagrada Família de Barcelona.
Llur camisa és de color verd, amb un escut que representa un enxaneta fent l'aleta sobre la Sagrada Família, de color vermell sobre fons groc, a imitació de la bandera catalana. Trimestralment publiquen la revista Verd Pujat. La seu social de la colla, des de l'any 2009, és al Centre de Cultura Popular i Tradicional del barri de la Sagrada Família. La Diada de la Colla se celebra el diumenge més proper al 20 d'octubre, dia de l'aniversari de la colla, a la Plaça Gaudí, al carrer Marina, just davant el Temple Expiatori de la Sagrada Família. La colla assaja cada dimarts i divendres al Centre de Cultura Popular i Tradicional de la Sagrada Família al Passatge de Sant Pau, 16.
La colla castellera es va començar a gestar durant la tardor de l'any 2000, per iniciativa de tres castellers actius en unes altres colles que residien al barri. Però l'estrena dels Castellers de la Sagrada Família no va arribar fins al 20 d'octubre de 2002, quan van fer una actuació a la plaça de Gaudí, apadrinats pels Castellers del Poble Sec, els Castellers de Sarrià i els Castellers d'Esplugues. També fan una altra actuació important el mes d'abril, per la festa major de la Sagrada Família.

## Història

### Inicis
La colla es va començar a gestar la tardor de l'any 2000 quan tres castellers actius en altres colles i residents al barri de la Sagrada Família es van posar en contacte amb la Fundació Claror i l'Associació de Veïns i Veïnes de la Sagrada Família per fer una crida a la gent del barri amb l'objectiu de veure la viabilitat de crear aquesta nova Colla. D'aquesta primera crida es van fer ressò un centenar de persones, i per això es va tirar endavant el projecte. L'entitat és la sisena després dels Castellers de Barcelona, dels Castellers de Sants, els Castellers de la Vila de Gràcia, els Castellers del Poble Sec i els Castellers de Sarrià.
Era l'època del boom casteller, quan en pocs anys se'n van crear moltes colles arreu de Catalunya, Illes Balears i Catalunya Nord. Al moment de la creació, la Colla va ser la 63a en funcionament. Es va triar el verd com a color de la camisa perquè era dels pocs que no tenia una de les altres colles de la ciutat (l'altra opció era el groc). L'escut el va dissenyar una component de la Colla i recorda lleugerament l'escut de la colla universitària dels Arreplegats.

### Dècada del 2000
La gent que formava la colla era totalment inexperta a excepció de cinc o sis persones que eren els que formaven part de la tècnica i ensenyaven als altres com funcionava l'art dels castells. Potser per això, es va trigar més d'un any a fer el primer castell. L'estrena en públic es va produir a la Plaça Gaudí (triada com a plaça castellera dels Castellers de la Sagrada Família) el dia 20 d'octubre de 2002, amb l'apadrinament dels Castellers del Poble Sec, dels Castellers de Sarrià i dels Castellers d'Esplugues. Aquest dia es va descarregar el primer castell de sis de la Colla: un 4 de 6, que no es va poder repetir al llarg de la resta de la temporada.
Amb l'entrada de força castellers nous i d'una canalla ben preparada, van afrontar la temporada del seu cinquè aniversari amb més il·lusió que mai. Les actuacions amb tres castells descarregats van començar a ser habituals –vuit de les deu actuacions de la temporada– i van descarregar el primer 2 de 6 i també van estrenar el 3 de 6 amb agulla, pilar de 4 al balcó i pilars de 4 simultanis afegint-se aquests a la gamma de castells que ja tenien. Fins aleshores feia quatre anys que no estrenaven cap castell. Després del salt endavant que va suposar el cinquè aniversari, la dificultat dels castells assolits és força més alta. S'estrena (i descarrega tres vegades) el 5 de 6 i es prova per primera vegada –a l'Octubre, en el marc de la Diada de la Colla– bastir el 3 de 7, encara que no es pot carregar. La creació al barri d'un Centre de Cultura Popular i Tradicional que permetrà disposar d'un lloc adient per a establir la seu social i assajar en local propi.
Juntament amb un increment notable de l'assistència a assajos, de la intensificació del treball físic i de preparació, es comencen a recollir resultats en forma de nous castells: tres de sis aixecat per sota, triple pilar de quatre i... En acabar-se la temporada el salt: Pilar de cinc (carregat i descarregat per primer cop a les Festes de la Mercè), quatre de set i vano de 5 (carregats i descarregats per primer cop a la diada de la colla).
Cal destacar també la primera participació –i el vuitè lloc assolit– en el VII Concurs de castells Vila de Torredembarra i la inauguració del Centre de Cultura Popular i Tradicional de la Sagrada Família situat al Passatge de Sant Pau número 16, on s'ubiquen des d'aquest moment.

## Galeria d'imatges

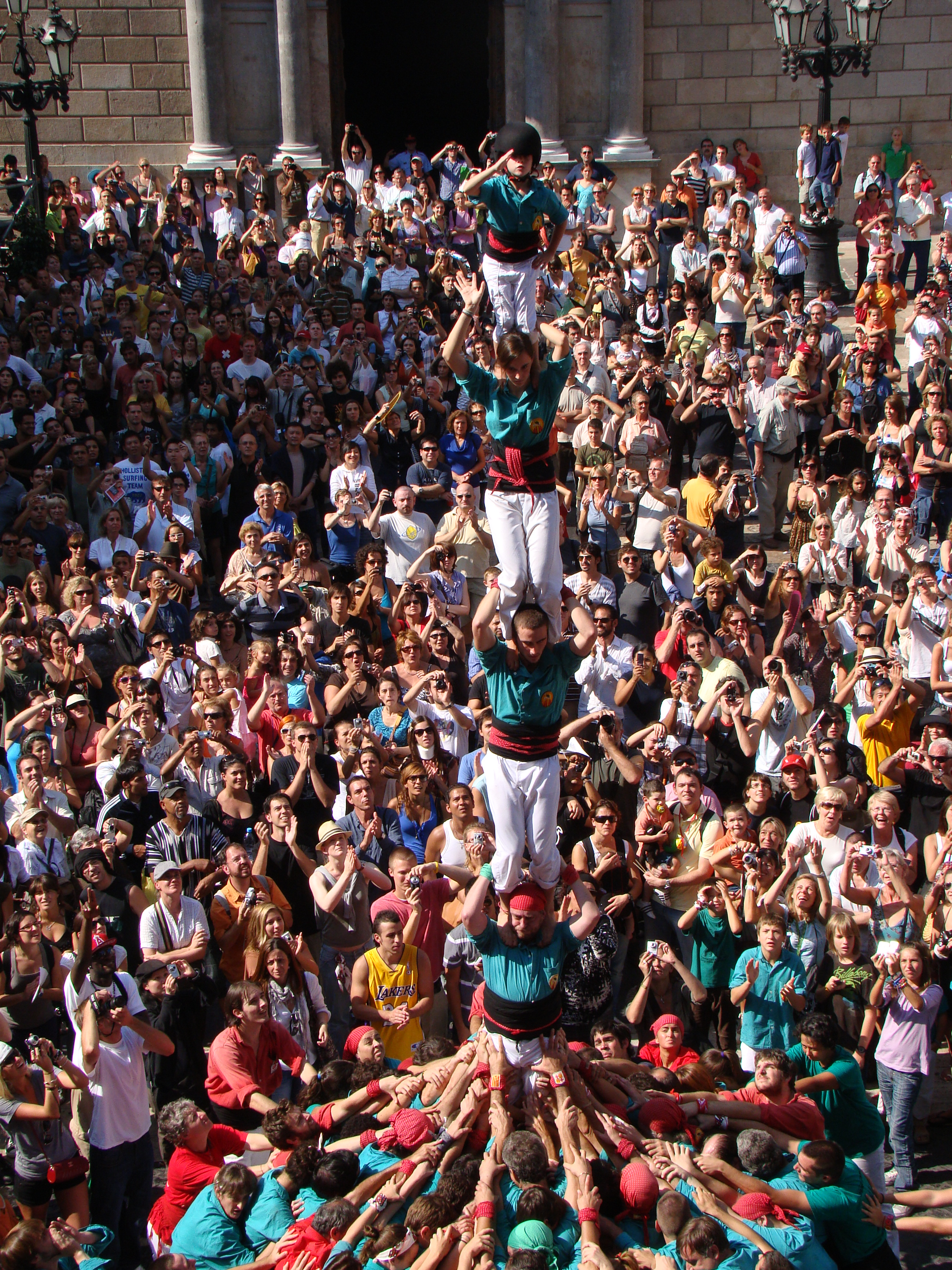
Primer pilar de 5 dels Castellers de la Sagrada Família
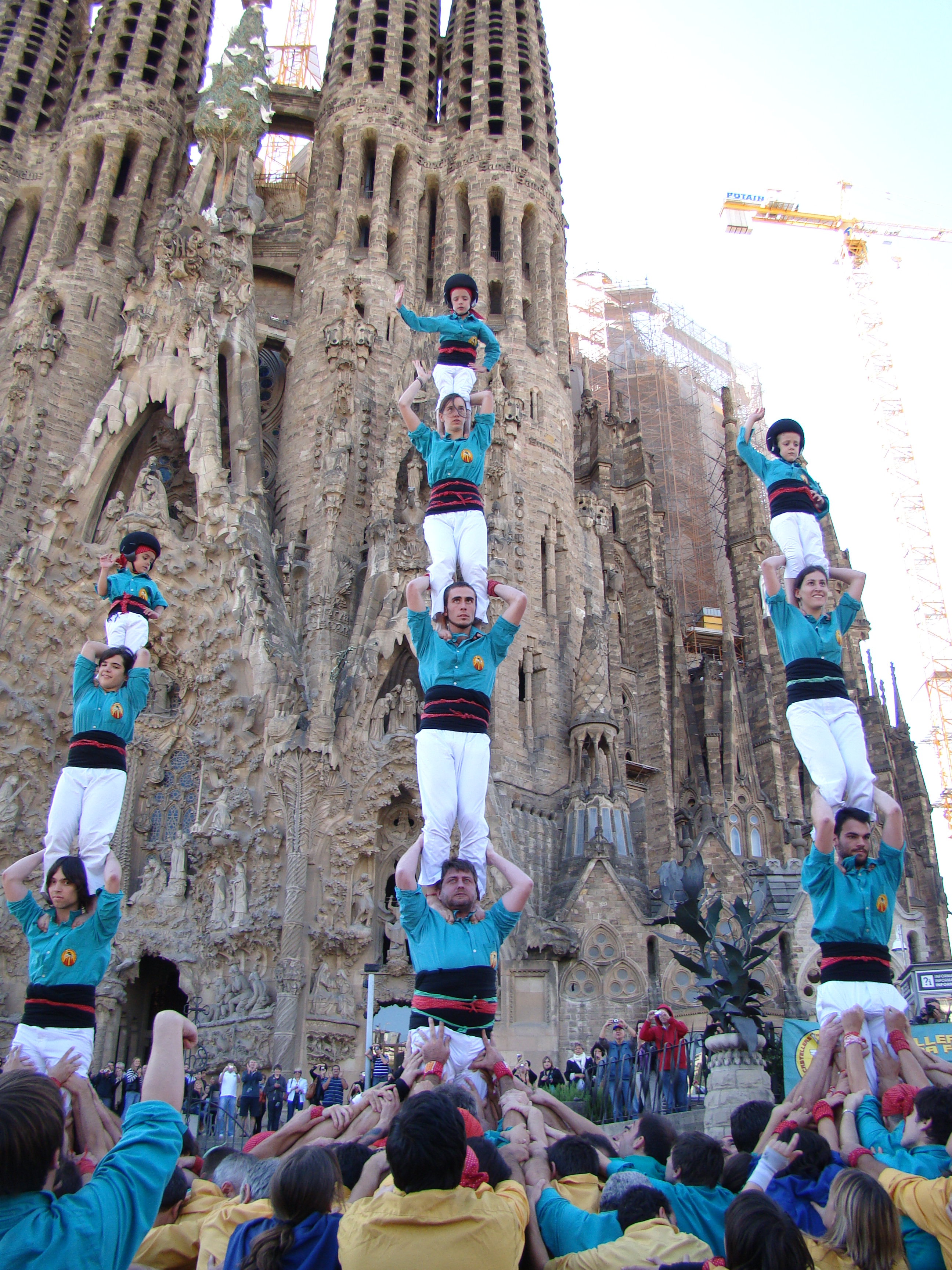
Primer vano de 5 dels Castellers de la Sagrada Família
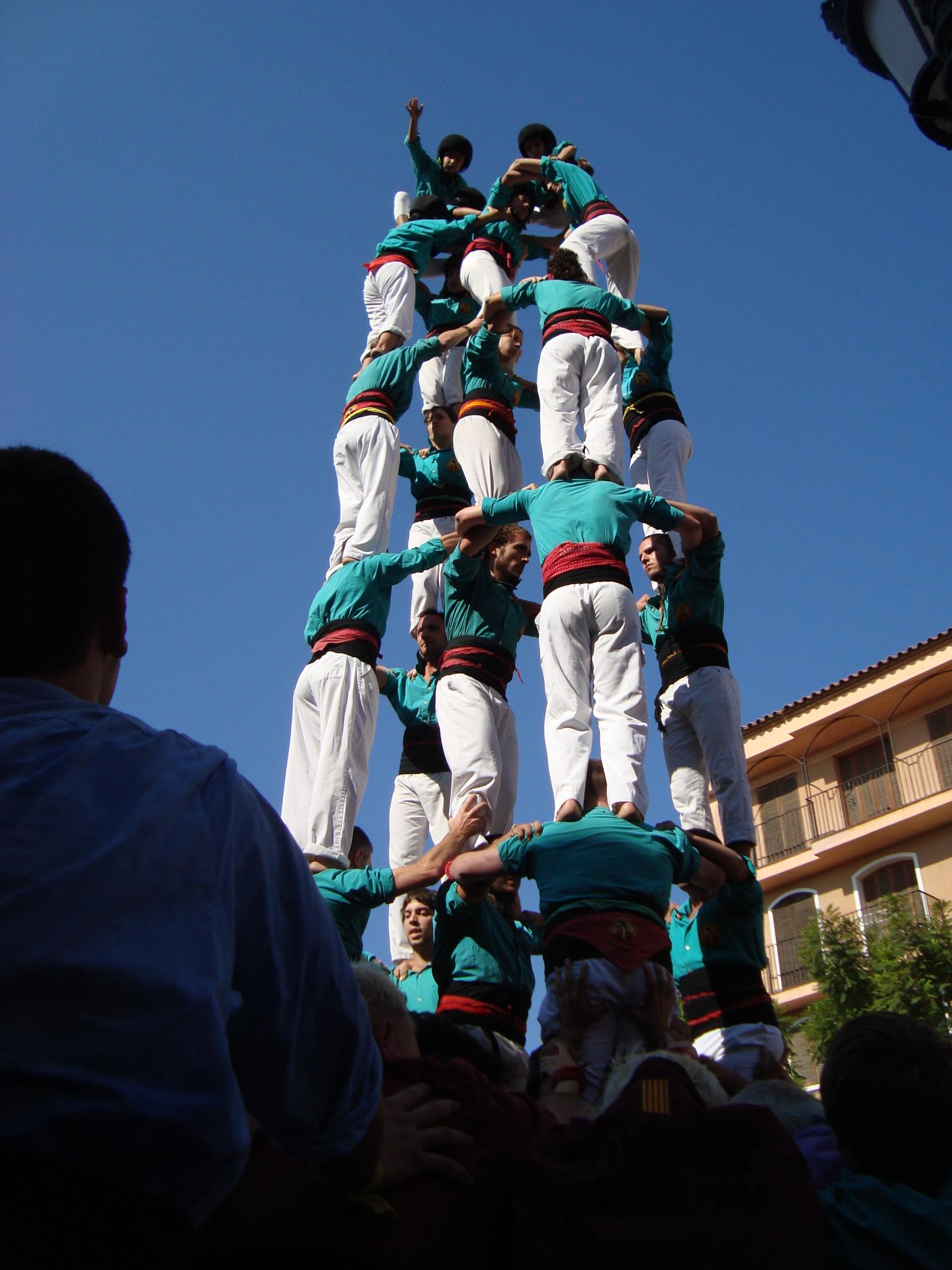
5 de 7 al Concur7 2011